# Concessie (onderhandeling)
Een concessie tijdens een onderhandeling is een tegemoetkoming van een persoon aan een tegenpartij, of aan de persoon zelf wanneer deze zich in een persoonlijke conflictsituatie bevindt.
Tijdens onderhandelingen worden die tegemoetkomingen gedaan om tegenstrijdige belangen op te lossen. Degene die een concessie doet zal een eis of prioriteit opgeven, zodat er een andere eis of prioriteit wel behartigd zal worden.
Tijdens een politieke verkiezing is het doorgaans gebruikelijk dat de verliezer een concessie doet wanneer het duidelijk is dat deze heeft verloren.